# K
K je dvanajsta črka slovenske abecede.

## PomeniK
- K je simbol za kemijski element kalij.
- v biokemiji je K enočrkovna oznaka za aminokislino lizin
- k oznaka za Boltzmanovo konstanto (1,380 6503(24) · 10-23 J K-1)

- K merska enota za merjenje temperature,
- k okrajšava za kilo 1000,